# Thème et variations (Glazounov)
Pour les articles homonymes, voir Thème et variations.
Le Thème et variations, en sol mineur, G 106 est une œuvre de musique de chambre pour quatuor à cordes du compositeur russe Alexandre Glazounov, écrit en 1894.

## Contexte et création
Alexandre Glazounov compose son Thème et variations en novembre 1894. Il y a une version pour orchestre de chambre faite en 1917 et qui sera jouée au Conservatoire Rimski-Korsakov de Saint-Pétersbourg. L'œuvre est restée inédite.